# تیری تولان
 تیری تولان (انگلیسی: Thierry Tulasne؛ زاده ۱۲ ژوئیهٔ ۱۹۶۳) یک تنیس‌باز اهل فرانسه است. . 10 در اوت 1986. از زمان بازنشستگی، او مربی بازیکنانی مانند سباستین گروسژان، پل هانری ماتیو و ژیل سیمون بوده است.